# Аквилонов, Михаил Иванович
Михаил Иванович Аквилонов (1847 — после 1917) — русский педагог, действительный статский советник.

## Биография
Родился в 1847 году.
В 1871 году окончил Петербургский историко-филологический институт. Преподавал в Астраханской гимназии. Уже в 1876 году был награждён орденом Св. Станислава 3-й степени.
Был перемещён сначала инспектором в Симферопольскую мужскую казённую гимназию, а затем в Бессарабию — директором Измаильской прогимназии; с 1 сентября 1887 года был назначен директором гимназии им. Александра III в Болграде в чине статского советника.
В 1890 году вернулся в Петербург — был произведён в действительные статские советники и назначен заведующим и, одновременно, наставником-руководителем по греческому языку в гимназии при историко-филологическом институте. Был награждён орденами Св. Анны 2-й степени, Св. Владимира 3-й степени, Св. Станислава 1-й степени (01.01.1899); в 1905 году его заслуги были отмечены орденом Св. Анны 1-й степени и 16 августа он вышел в отставку по болезни «с мундиром, означенной должности присвоенным».

## Семья
Жена — Мария Аристидовна Ревелиоти (29.06.1845, Симферополь— ?), по первому браку Арендт, внучка деятеля греческого национально-освободительного движения против турецкого ига, генерала российской армии и Георгиевского кавалера, крупного землевладельца Крыма Феодосия Ревелиоти; дочь предводителя Таврического дворянства от его брака с лютеранкой Эмилией Ивановной. Дети:
- Михаил (1881—1920?), капитан-лейтенант; командовал подводной лодкой «Камбала» в момент её гибели в 1909 году (он оказался единственным выжившим членом команды)[4].
- Софья (1882—1908), замужем за П. П. Унтербергером (1881—1960)[5] (сын П. Ф. Унтербергера).
- Александр (1883—?)
- Мария (1889—?), в замужестве Хрущева.